# Linea M3 (metropolitana di Sofia)
La linea M3 (in bulgaro Линия М3?) è una linea della metropolitana di Sofia che collega la capitale bulgara da sud-ovest, con capolinea Gorna banja, a nord-est, attestandosi al capolinea di CHadzhi Dimităr, sebbene sia in costruzione un prolungamento di 3 stazioni della linea principale e la costruzione di un ramo della linea che colleghi Slatina, quartiere della periferia orientale della città, al resto della rete metropolitana.
Incrocia la rete ferroviaria bulgara presso il capolinea di Gorna banja (sulla ferrovia Sofia-Pernik), la linea M2 nella stazione di NDK II e le linee M1 ed M4 nella stazione di Orlov Most (sulle altre due linee ha il nome di Kliment Ohridski).